# Niezawodność dostaw
Niezawodność dostaw – termin z zakresu logistyki oznaczający zdolność dostawcy do dotrzymywania uzgodnionych warunków w zakresie ilości, jakości i terminów dostaw. Jest określana stosunkiem zamówień, które zostały dostarczone terminowo do całkowitej liczby zapotrzebowań. Obejmuje prawidłową realizację (dokładność, kompletność) i punktualność oczekiwanych dostaw, czyli terminowość dostaw oraz utrzymanie na określonym, względnie niskim poziomie strat, kosztów, ubytków i pomyłek.